# غزاني بايين
غزاني بايين (بالفارسية: گزانی پایین) هي قرية تقع في منطقة بولان في إيران. يقدر عدد سكانها بـ 200 نسمة بحسب إحصاء 2016.